# Artur Grottger

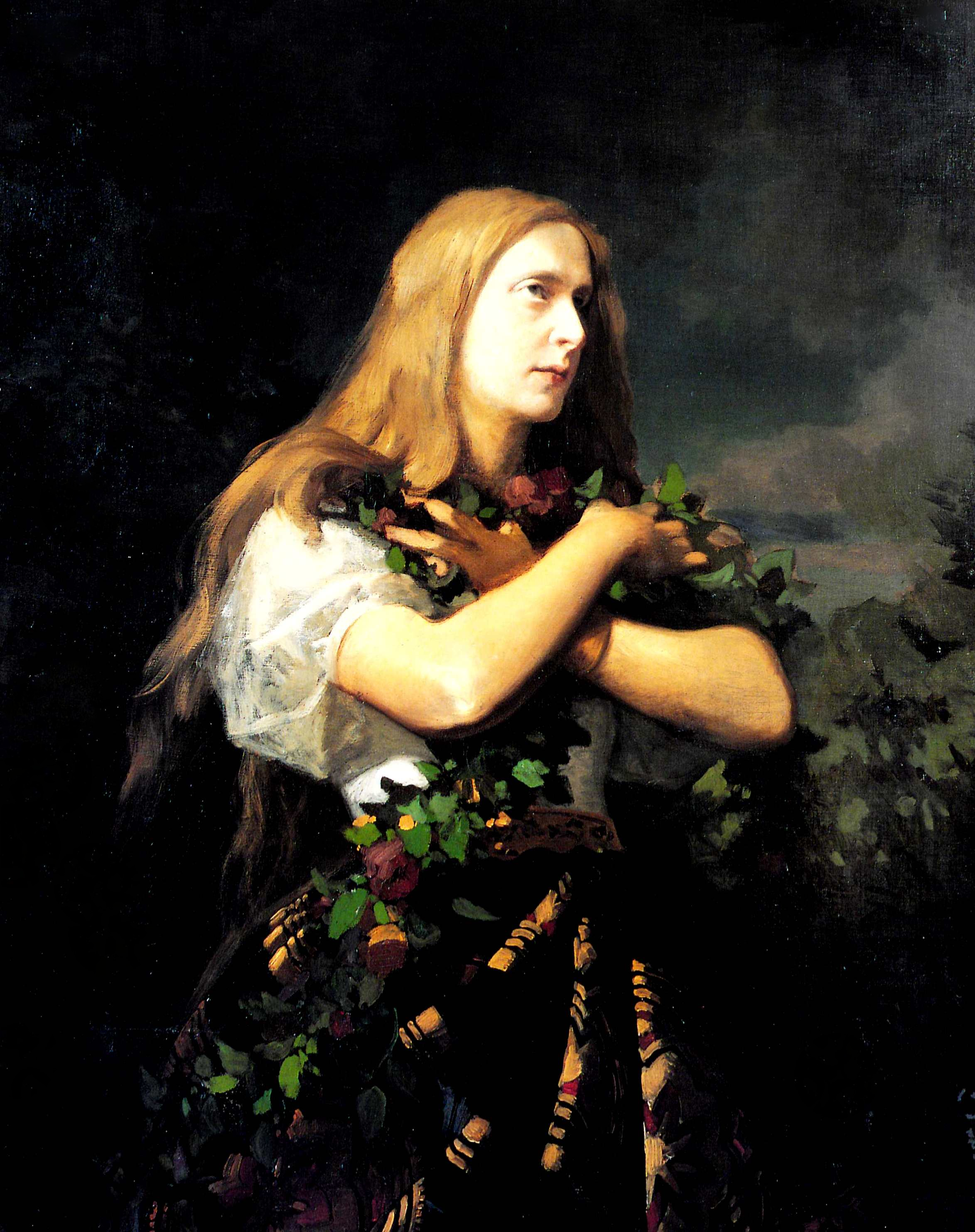
Ofelia 1865, Muzeum Narodowe w Krakowie

Artur Grottger (ur. 11 listopada 1837 w Ottyniowicach, zm. 13 grudnia 1867 w Amélie-les-Bains-Palalda) – polski malarz, jeden z czołowych przedstawicieli romantyzmu w malarstwie polskim, ilustrator, rysownik, autor cyklu „kartonów” o powstaniu styczniowym.

## Rodzina
Ojciec artysty, Jan Józef, był nieślubnym synem radcy sądu tarnowskiego Hilarego Siemianowskiego. Po urodzeniu nosił nazwisko panieńskie swojej matki, francuskiej guwernantki, panny Grottger, która przyjechała ze Szwajcarii. Siemianowski zadbał o edukację oraz wychowanie swojego syna. Opłacił jego studia w Akademii Sztuk Pięknych w Wiedniu. Po osiągnięciu przez niego pełnoletniości oddał mu w dzierżawę jeden z należących do niego majątków w Ottyniowicach, a przed śmiercią zostawił mu kwotę 10 tysięcy reńskich w gotówce. Jan Józef Grottger walczył w powstaniu listopadowym jako rotmistrz 5. Pułku Ułanów „Warszawskie Dzieci”. Ożenił się z Krystyną Blahao de Chodietow, córką byłego oficera huzarów węgierskich, oraz wyższego urzędnika przy sądzie szlacheckim we Lwowie, który był Chorwatem osiadłym w Polsce. Ze związku tego urodził się Artur Grottger, który był pierwszym dzieckiem pary. Malarz miał również troje rodzeństwa: Marię (ur. 1839), Jarosława (ur. 1840) i Aleksandra (ur. 1842).

## Życiorys

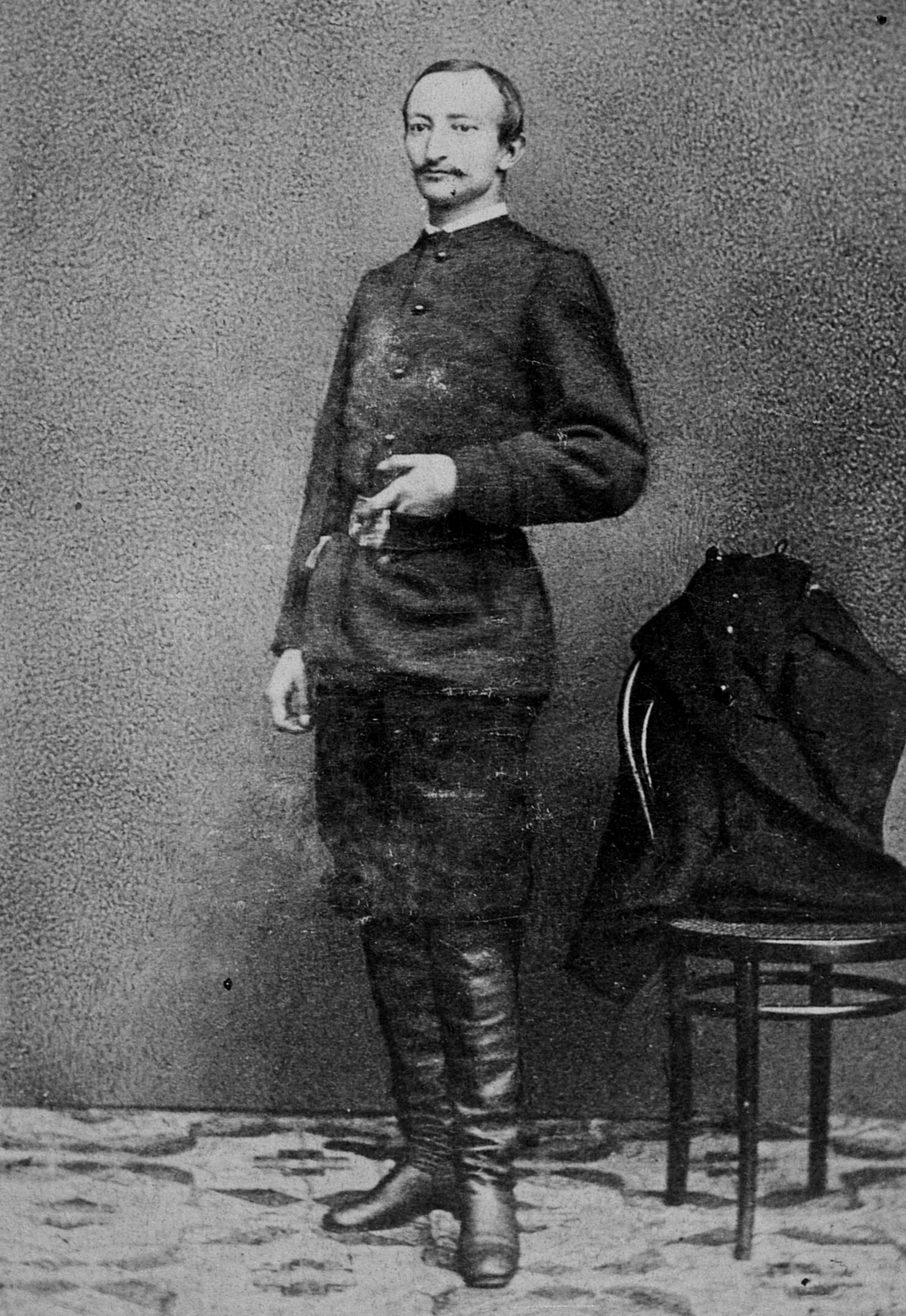
Artur Grottger w stroju powstańca

Artur Grottger urodził się 11 listopada 1837 r. w Ottyniowicach na Podolu. Pierwszych domowych lekcji rysunku udzielał artyście ojciec, zamiłowany malarz. Jako jedenastoletni chłopiec Artur został oddany na naukę do pracowni lwowskiego malarza Jana Maszkowskiego, gdzie na długie lata zaprzyjaźnił się z jego synami: Rafałem, Karolem oraz również malarzem Marcelim. We Lwowie w 1850 poznał również Juliusza Kossaka, który udzielał mu artystycznych konsultacji.
Wiosną 1851 na wystawie jednego z lwowskich sklepów ze sztuką bawarski hrabia Aleksander Pappenheim zauważył ładną akwarelę, przedstawiającą pogoń polskiej szlachty za Tatarami. Kupił ją, zapytał sprzedawcę o autora i dowiedział się ze zdumieniem, że jest to pierwsza praca 14-letniego chłopca, Artura Grottgera. Postanowił poznać autora, co zaowocowało później wieloletnią przyjaźnią, dzięki której młody artysta zyskał protektora oraz mecenasa. Szczęśliwie dla artysty, 16 października 1851 do Lwowa przybył również cesarz austriacki Franciszek Józef I. Przyjaciele malarza wpadli na pomysł, aby młody chłopak uwiecznił również wjazd monarchy do miasta. Pomysł podjął hrabia Agenor Gołuchowski, ówczesny namiestnik Galicji oraz magnat galicyjski Zabielski, wuj Artura, który gościł monarchę we własnych apartamentach. Franciszek Józef otrzymał akwarelę, upamiętniającą jego wjazd, w prezencie od polskiej szlachty, a po powrocie do Wiednia z własnej kasy ufundował Grottgerowi stypendium w wysokości 20 guldenów miesięcznie oraz nakazał młodemu artyście podjąć studia artystyczne w Krakowie, a po ich ukończeniu w Wiedniu.
W pierwszej połowie października 1852 Artur Grottger przybył do Krakowa. W mieście odbył studia malarskie w Szkole Sztuk Pięknych w Krakowie. Uczył się tam pod kierunkiem Wojciecha Stattlera, Józefa Kremera oraz Władysława Łuszczkiewicza. Na studiach zaprzyjaźnił się z Andrzejem Grabowskim i Aleksandrem Raczyńskim.
Pod koniec 1854 artysta wyjechał do Wiednia, gdzie w latach 1855–1858 pobierał nauki w Akademii Sztuk Pięknych w Wiedniu studiując pod kierunkiem Karla Blaasa, Karla Meyera, Carla Wurzingera i Petera Geigera. Szczególnie cenił tego ostatniego i pod jego wpływem przedkładał później czarno-białą grafikę ponad kolorowe malarstwo olejne czy akwarele. W Wiedniu artysta spędził dużą część swojego życia, mieszkając tam od 1854 do 1865.
W tym okresie artysta odniósł sukces jako ilustrator. Współpracował z wieloma czasopismami wiedeńskimi takimi jak „Museestunden”, „Waldheim’s Illustierte Zeitung” oraz „Waldheim’s Illustierte Blatter”. Pełnił w nich funkcję ilustratora projektującego drzeworyty dla prasowych drzeworytni. W sumie do 1864 wykonał ponad 200 ilustracji do kilku wiedeńskich czasopism. Dzięki tej pracy udało mu się osiągnąć stabilizację materialną, wynająć mieszkanie oraz sprowadzić do Wiednia ze Lwowa matkę i siostrę. W 1858 artysta przez kilka tygodni gościł w bawarskich miejscowościach Trauensdorf oraz Guns u swojego mecenasa Pappenheima. W tym czasie odwiedzał również powszechną wystawę sztuki niemieckiej w Monachium.
W 1859 nawiązał współpracę z polskim czasopismem „Postęp” Józefa Osieckiego, wydawanym w Wiedniu. Od 1863 artysta stał się jego redaktorem naczelnym. Po skazaniu Osieckiego na 6 miesięcy aresztu przez austriacki sąd malarz finansował pismo z własnej kieszeni. W czasie powstania styczniowego Grottger zaangażował się w pomoc uchodzącym z zaboru rosyjskiego powstańcom. 23 grudnia 1863 w wiedeńskim mieszkaniu artysty został aresztowany jeden z Polaków podejrzewany o działalność spiskową w Krakowie. Austriacy wytoczyli Grottgerowi proces, a cesarz Franciszek Józef cofnął mu stypendium artystyczne, w wyniku czego artysta popadł wkrótce w biedę i w lipcu 1865 zmuszony został do opuszczenia Wiednia. W 1864 młodszy brat artysty Jarosław za udział w powstaniu został zesłany na Syberię.
Z powodu nieustannych tarapatów finansowych wędrował po Galicji od dworu do dworu, zarabiając na życie rysowaniem i malowaniem obrazów o przygodnej, nieraz banalnej tematyce. Stworzył w tym okresie również cykle rysunków wykonanych czarną i białą kredką na kartonach. Choć nigdy nie widział powstania styczniowego, był autorem rysunków przedstawiających sceny z tego wydarzenia: Polonia (1863) i Lithuania (1864–1866); szkice do Polonii i innego cyklu – Warszawa – stworzył jeszcze w trakcie pobytu w Wiedniu.
W 1866 na balu w lwowskim Towarzystwie Strzeleckim poznał 16-letnią Wandę Monné. Gwałtowna miłość polskiej patriotki i malarza (której przeciwna była rodzina Wandy), obfitująca w wiele romantycznych spotkań (m.in. w sierpniu 1866 w Grybowie) i długich, afektowanych listów, nie mogła zostać spełniona. Artur w nadziei na osiągnięcie sukcesu wyjechał do Paryża, gdzie – chory na gruźlicę – zdołał zakończyć cykl Wojna, który sprzedał austriackiemu cesarzowi Franciszkowi. W grudniu 1867, nękany płucnymi krwotokami, opadający z sił, został wysłany przez lekarzy do uzdrowiska Amélie-les-Bains we francuskich Pirenejach, gdzie zmarł 13 grudnia 1867. Zwłoki artysty sprowadziła do Lwowa 4 lipca 1868 jego narzeczona i pochowała go na cmentarzu Łyczakowskim w miejscu, które kiedyś podczas wspólnego spaceru Grottger wybrał.

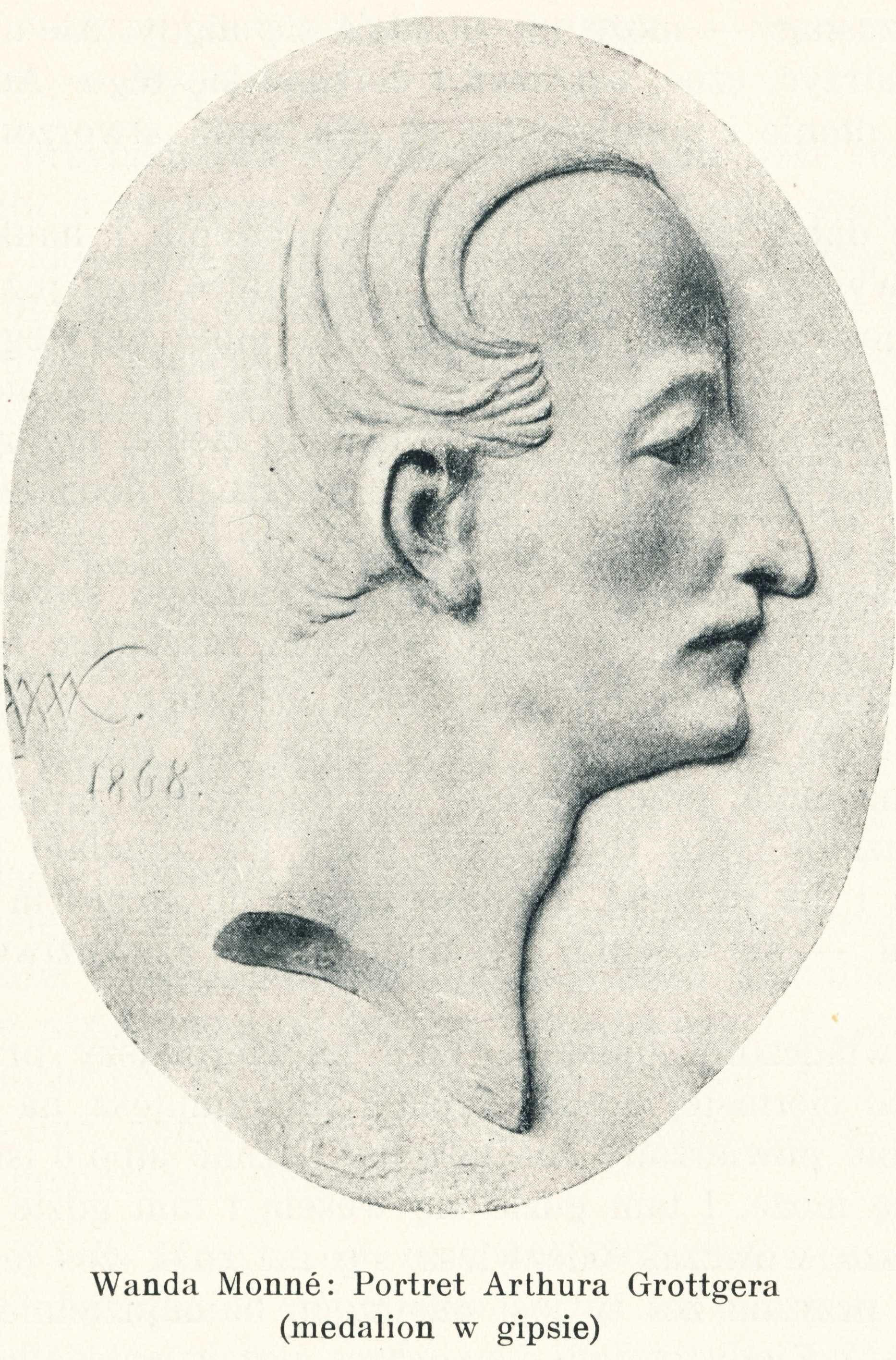
Wanda Monne: Portret Artura Grottgera, medalion w gipsie

## Twórczość
Artur Grottger był artystą, wobec którego formułowano skrajne opinie. Jego twórczość określano jako romantyczną i jednocześnie akademicką, a jego styl jako nowatorski i zarazem konserwatywny. Uznawany jest powszechnie za przedstawiciela romantyzmu, choć urodził się w 1837, kiedy fala romantyzmu w malarstwie opadała, a zmarł w 1867, gdy jeszcze nie pojawił się neoromantyzm. Jednocześnie można mu więc przypisać w polskim malarstwie role epigona oraz prekursora. Ze względu na tematykę wielu jego dzieł inspirowanych wydarzeniami z historii Polski uchodzi – obok Jana Matejki, Henryka Siemiradzkiego, Wojciecha Gersona – za jednego ze znaczących przedstawicieli nurtu polskiej narodowej szkoły malarstwa historycznego. Jednocześnie podczas pobytu w Wiedniu wykonał również wiele ilustracji odnoszących się do historii Niemiec oraz Austrii, które utrzymane były w stylu historycznej szkoły niemieckiej oraz charakterystycznej dla wiedeńskiego stylu lat 50. XIX wieku „Gemütlichkeit”. Pięć jego rysunków zamieszczono w „Historii Austrii” A. Patuzziego.
Grottger był artystą płodnym i mimo przedwczesnej śmierci zostawił po sobie duży dorobek artystyczny. Na retrospektywnej wystawie jego twórczości w 1988, która odbyła się z okazji 150. rocznicy urodzin artysty w Muzeum Narodowym w Krakowie, zgromadzono blisko 500 jego prac. Uprawiał również różne rodzaje malarstwa. Na krakowskiej wystawie zaprezentowano rysunki, ilustracje książkowe, akwarele, szkice, obrazy olejne oraz jedyną wykonaną przez artystę litografię.
Jako chłopiec artysta malował głównie akwarele. Pierwszą zachowaną pracą Artura Grottgera jest akwarela pt. „Egzekucja szpiega” datowana na 1847 rok i związana jest tematycznie z powstaniem listopadowym, w którym brał udział jego ojciec. Pierwszym obrazem olejnym artysty był „Wjazd Chrobrego do Kijowa”. W 1851 za akwarelę „Wjazd cesarza Franciszka Józefa do Lwowa”, upamiętniającą to wydarzenie, Grottger otrzymał stypendium artystyczne od cesarza Austrii, które pobierał do 1863.

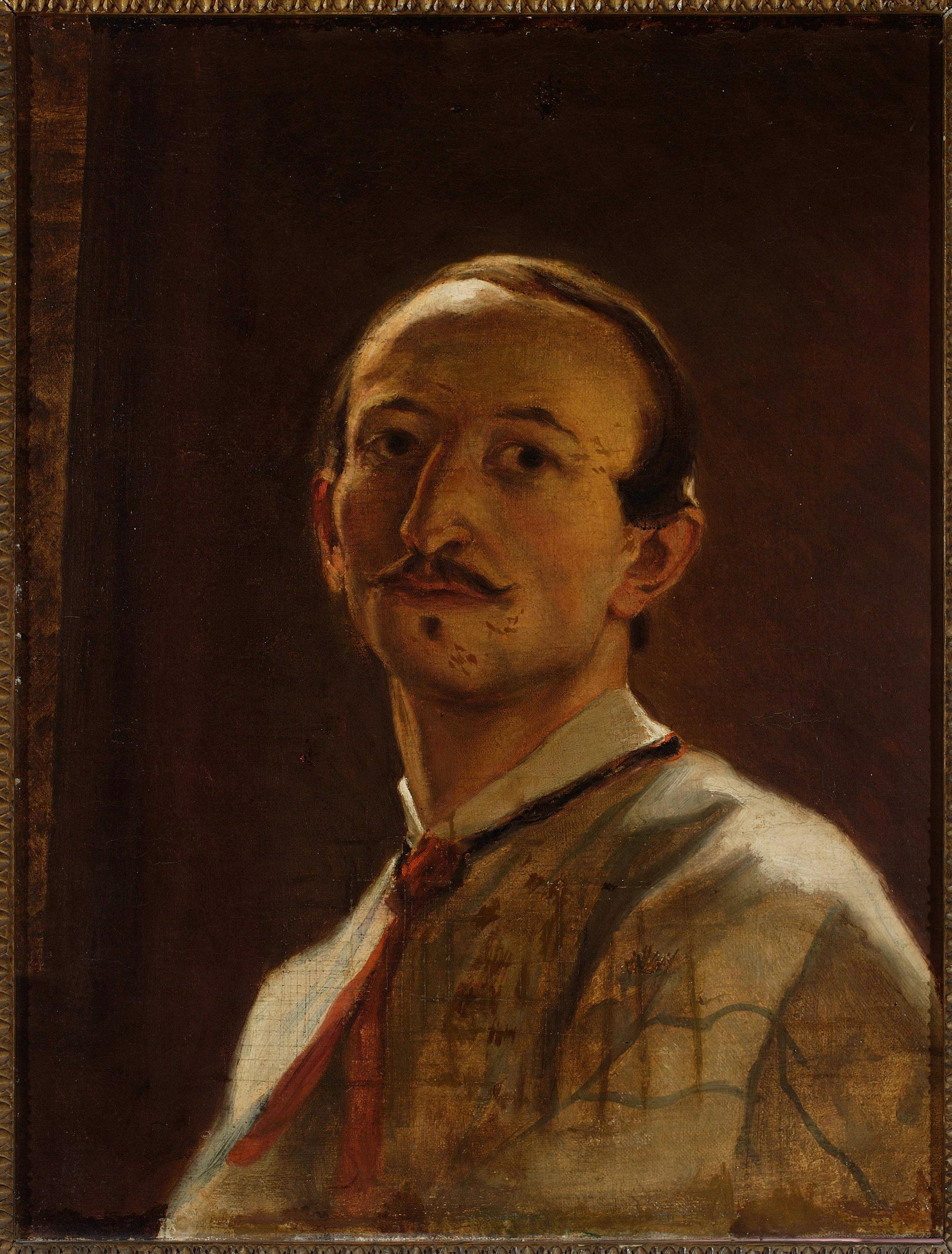
Autoportret, 1867

### Cykle
Czarno-białe serie rysunków nazwane cyklami stały się najbardziej charakterystyczną i najsławniejszą częścią twórczości Grottgera. Należą do nich:
- Warszawa I, 1861, Muzeum Narodowe we Wrocławiu – Błogosławieństwo, Lud w kościele, Chłop i szlachta, Żydzi warszawscy, Pierwsza ofiara, Wdowa, Zamknięcie kościołów
- Warszawa II, 1862, Victoria and Albert Museum – Lud na cmentarzu, Chłop i szlachta, Plac Zamkowy, Wdowa, Zamknięcie kościołów, Więzienie księdza, Sybir
- Polonia, 1863, Muzeum Sztuk Pięknych w Budapeszcie – Karta tytułowa, Branka, Kucie kos, Bitwa, Schronisko, Obrona dworu, Po odejściu wroga, Żałobne wieści, Na pobojowisku
- Lithuania, 1864–1866, Muzeum Narodowe w Krakowie – Puszcza, Znak, Przysięga, Bój, Duch, Widzenie
- Wojna, 1866–1867, Muzeum Narodowe we Wrocławiu – Pójdź ze mną przez padół płaczu, Kometa, Losowanie rekrutów, Pożegnanie, Pożoga, Głód, Zdrada i kara, Ludzie czy szakale?, Już tylko nędza, Świętokradztwo, Ludzkości, rodzie Kaina

Cykle Grottgera powstawały na ciemnożółtym kartonie, rysowane czarną kredką i uzupełniane o białe bliki. Nastrój sceny wynikał przede wszystkim z ekspresji uczuć bohaterów dramatu, dlatego jasność i natychmiastowa zrozumiałość zobrazowanej sytuacji narracyjnej, budowanej w dużym stopniu przez mowę gestów i mimiki postaci, wymagała iluzjonistycznej rzeczywistości przedstawionej.
Grottger nadawał nawet czysto dokumentalnym scenom z historii współczesnej egzemplarycznego sensu (robił tak we wszystkich swoich cyklach). Zupełnie świadomie stale pogłębiał jednostkowy charakter swych utworów, dążył ku coraz dalej posuniętemu uniwersalizmowi. Intencją Grottgera było od samego początku nobilitowanie tematu współczesnego do rangi malarstwa historycznego poprzez wpisanie przedstawień w gatunkową konwencję egzemplaryczności czy uniwersalizmu przesłania. Autor stosował klamrę alegoryczną, której celem jest nadanie wydarzeniom uniwersalnego wymiaru, np. cykl Polonia w sposób alegoryczny przedstawia walkę narodu o niepodległość ojczyzny. Kostium antyczny jest tutaj znakiem ponadczasowości. Następujące po karcie tytułowej sceny z powstania styczniowego zyskują dzięki temu syntetyzującą moc nie tylko wobec procesu historycznego, ale i wobec ogólnoludzkiego dążenia do wolności i tragicznego końca owego dążenia.
Wszystkie cykle łączyły ze współczesnym Grottgerowi polskim odbiorcą wspólnota światopoglądowa i ocena wydarzeń, posługiwał się językiem podobnym do opiniotwórczych czasopism polskich. W latach 90. XIX wieku cykle uznawane były za świadectwo przeszłości (rodziła się wtedy legenda powstania styczniowego). W 1905 potrzeba porozumienia z czytelnikiem i wyzwolenie z pęt cenzury spowodowały skierowanie się ku twórczości Grottgera jako do symbolu narodowościowego. Jego dzieła służyły za manifestację dążeń narodowych. Im bardziej Grottger był zakazany (jako obrazy wywrotowe) tym rosła jego popularność, jego dzieła zyskały na znaczeniu jako symbol walki i oporu.

### Cechy stylistyczne prac Grottgera
Intencją Grottgera było ukazanie tragedii wspólnoty poprzez przedstawienie wydarzeń jednostkowych, a w nich przede wszystkim wydarzeń konkretnych, choć anonimowych, pojedynczych jej przedstawicieli. Zindywidualizowanie i bezpośredniość wyraża poprzez koncentrację na jednostce i jej uczuciach – na przykład w pracy Branka z 1863 gestowi kobiety nadaje Grottger wymiar uniwersalnego przeżycia.
Stałym elementem, który sam artysta od początku uważał za należący do istoty powstającego obrazu, był wyraz uczuć, ekspresji. Niezależnie od zmian nastrój pozostawał ten sam, konstytuowany przez emocjonalno-psychologiczną charakterystykę postaci. Ważnym elementem prac jest zawsze czytelnie zarysowany psychologiczno-emocjonalny wymiar wydarzeń, a dramaturgia w głównej mierze opiera się na ekspresji uczuć bohaterów. Ludzkie twarze mają tu specjalny status. Artysta łączył perfekcyjny iluzjonizm z subtelną psychologiczną analizą portretowanej osoby, ale też twarze, jako modele służyły mu za nośniki istniejącego uprzednio i przygotowanego dla nich wyrazu (nie jak w portrecie jako samodzielnym gatunku, gdzie celem było oddanie istoty danej postaci). Czynnikiem nadrzędnym jest tu wyraz, który przekraczał granice tożsamości modeli.

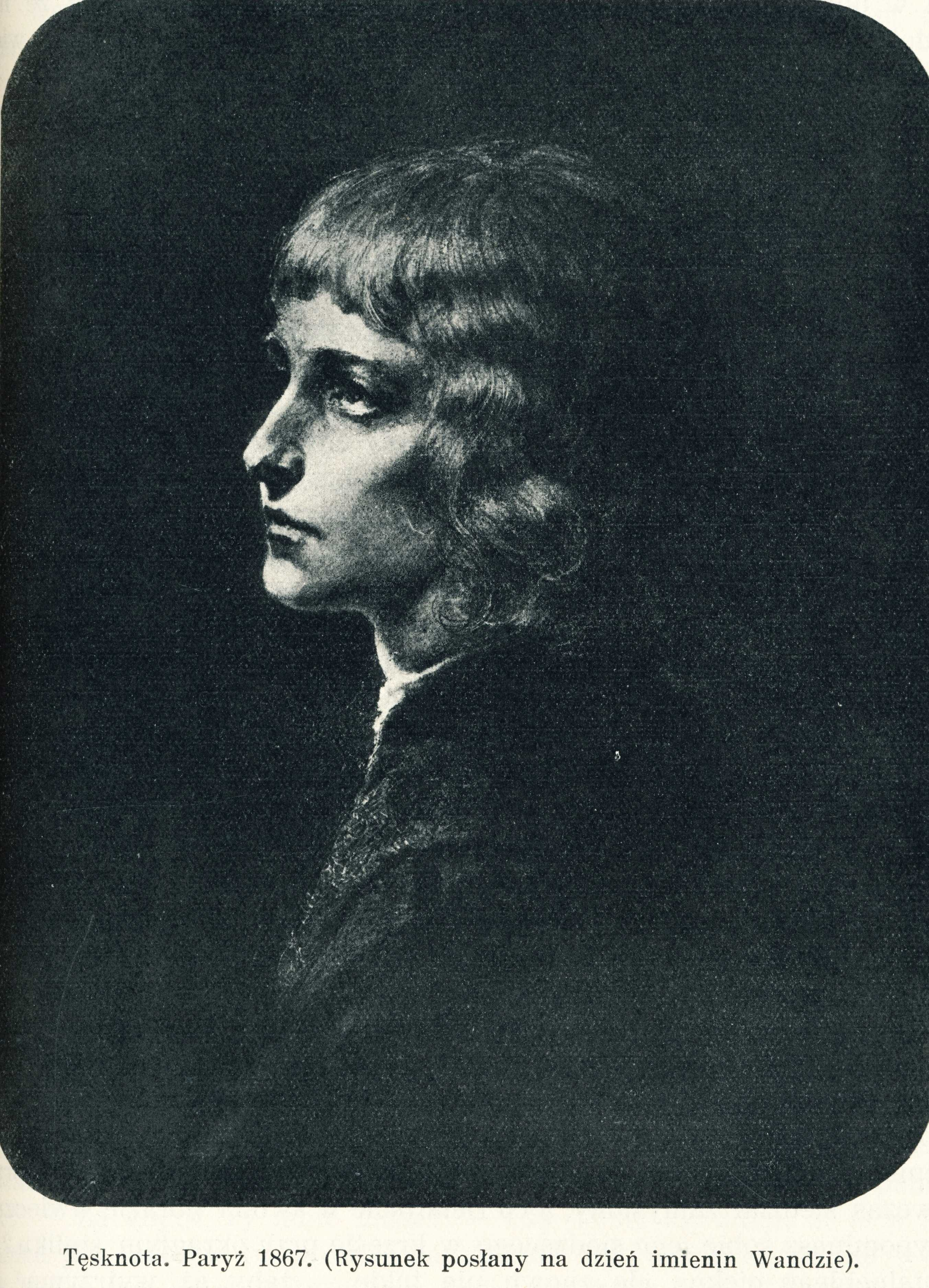
Tęsknota, Paryż, 1867, rysunek posłany na dzień imienin Wandzie, źródło: Maryla Wolska i Michał Pawlikowski: „Arthur i Wanda”, Medyka-Lwów, 1928, tom 2, s.235

## Legenda artysty

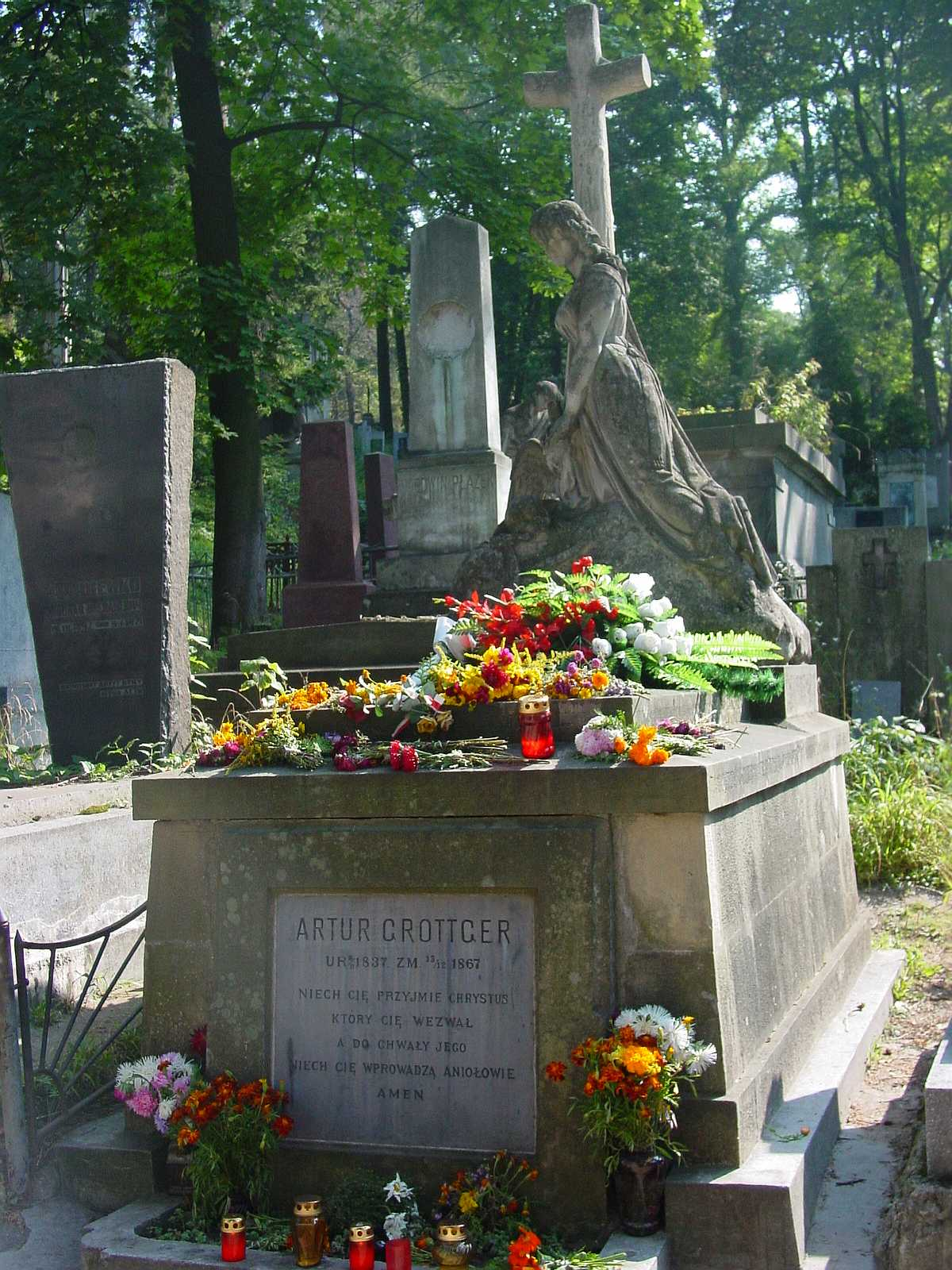
Cmentarz Łyczakowski we Lwowie, grób Artura Grottgera

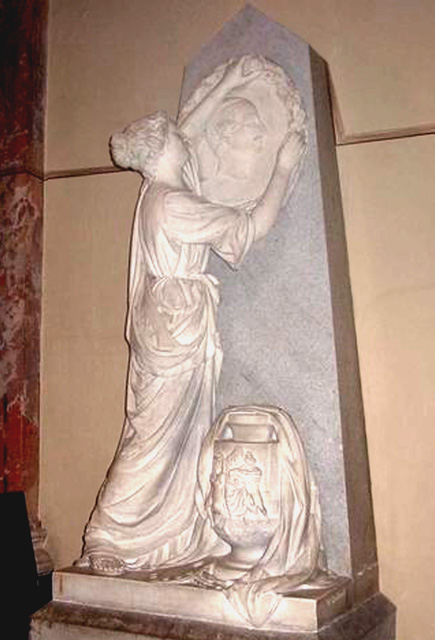
Pomnik pamięci Grottgera w kościele Dominikanów we Lwowie

Grottger reprezentuje typ polskiego artysty XIX-wiecznego, który walczy za pomocą sztuki o niepodległość ojczyzny. Uosabia takie cechy jak zaangażowanie, patriotyzm, poświęcenie. W jego dziełach występuje utożsamianie bohaterów cykli, ich czynów i przeżyć z przeżyciami artysty (poparte sygnałami odautorskimi poprzez autoportrety artysty w cyklach). Kult Grottgera zapoczątkowany przez Wandę Młodnicką, wybuchł z ogromną siłą na przełomie XIX i XX wieku w okresie panowania legendy powstańczej. Wanda w pełni świadomie tworzyła mit wokół zmarłego narzeczonego, jednocześnie kreując również swoje życie jako mit muzy artysty. Legenda powstania w znacznym stopniu wpłynęła na ukształtowanie się legendy biograficznej Grottgera. Uważano, że legenda powstania znalazła najpełniejsze i najdobitniejsze sformułowanie w jego twórczości, gdyż rola Grottgera polegała na odzwierciedlaniu narodowych mitów, aktualizowanych przez powstańców.

## Wystawy prac
Prace artysty prezentowane były na szeregu autorskich wystaw:
- Pierwsza monograficzna wystawa Artura Grottgera odbyła się między 6 czerwca a 23 sierpnia 1885 w Krakowie na tak zwanej Langierówce, znajdującej się w Sukiennicach. Na wystawie zgromadzono 112 prac artysty w tym 39 obrazów olejnych, 24 akwarele i 49 rysunków. Wystawę tę na jesieni tego roku pokazano również we Lwowie gdzie eksponowano ją w gmachu sejmu[15].
- Kolejna wystawa odbyła się w 1906 we Lwowie w salach Muzeum Przemysłu Artystycznego gdzie zaprezentowano 322 prace artysty wypożyczone od 57 właścicieli prywatnych oraz instytucji[16].
- 22 stycznia 1938 Muzeum Narodowe zorganizowało wystawę „Pamięci Artura Grottgera w setną rocznicę urodzin”, którą połączono z wystawą poświęconą 75. rocznicy powstania styczniowego[17]. Między majem a czerwcem 1938 odbyła się również mniejsza wystawa prac Grottgera w Bydgoszczy.
- W 1988 odbyła się wystawa prac artysty z okazji 150. rocznicy jego urodzin. W Muzeum Narodowym w Krakowie, zgromadzono 500 jego prac[14].
- W ramach obchodów 150. rocznicy powstania styczniowego przypadającej na 2013 rok zorganizowano ogólnopolską wystawę pt. „Artur Grottger Powstanie Styczniowe”, która została zaprezentowana w wielu miastach Polski.
- 11 października 2013 w Solecznikach na Litwie otwarto wystawę pt. „Powstanie Styczniowe w cyklach prac Artura Grottgera „Polonia” i „Lituania”. Wystawę otwarto dzięki współpracy Instytutu Polskiego w Wilnie, Muzeum Sztuki Litwy, Centrum Kultury Samorządu Rejonu Solecznickiego oraz Muzeum Narodowego w Krakowie[18][19].
- Od 23 marca 2015 do 26 kwietnia 2015 w Muzeum Wojska Polskiego w Warszawie była otwarta wystawa pod nazwą Artur Grottger „Polonia i Lituania”. Sceny przedstawione na kartonach Artura Grottgera zna chyba każdy, reprodukowane są niemal w każdym podręczniku do historii. Te dzieła sztuki w oryginale na ziemiach ojczystych ostatni raz pokazywane były równocześnie (Polonia i Lituania) w 1988 na wystawie monograficznej A. Grottgera w Krakowie. Jedną z przyczyn tak rzadkiego udostępniania publiczności tych dzieł jest fakt, że cykl „Polonia” znajduje się w zbiorach poza granicami Polski: jest własnością Szépművészeti Múzeum (Muzeum Sztuk Pięknych w Budapeszcie), jako spadek po hrabim Jánosu Pálffym z 1912 (cykl „Lituania” ma w swoich zbiorach Muzeum Narodowe w Krakowie)[20].

## Upamiętnienie
- W 1901 na Plantach w Krakowie, między ulicami św. Tomasza i Szczepańską, ustawiono pomnik Artura Grottgera autorstwa Wacława Szymanowskiego. Na wysokim postumencie umieszczone jest popiersie Grottgera. Podstawa postumentu, wkomponowana w kamienną ławę o półkolistym kształcie, jest ozdobiona płaskorzeźbą wyobrażającą leżącego rycerza, która spływa na stopnie ławy, tworząc dodatkowy łącznik między cokołem a ławą. Całość umieszczona została na trawniku wzniesionym nieco nad poziom alejek plantowych[21].
- Na stulecie urodzin Grottgera w 1937 odbyły się uroczystości w rodzinnych Ottyniowicach, podczas których na frontowej ścianie szkoły powszechnej odsłonięto tablicę upamiętniającą jego osobę z inskrypcją o treści „Genialnemu twórcy Malarzowi, Arturowi Grottgerowi Synowi Ziemi Ottyniowickiej w setną rocznicę urodzin – Rodacy z Ottyniówic i Chodorowa”[22].
- W 1971 staraniem nauczycieli i komitetu rodzicielskiego działającego przy Liceum Ogólnokształcącym w Grybowie nadano szkole – jako pierwszej w Polsce – imię Artura Grottgera[23].
- Artur Grottger został uwieczniony na kilku monetach wyemitowanych przez Narodowy Bank Polski:
  - Na dwuzłotowych monetach ze stopu nordic gold 27 października 2010 w nakładzie 1 300 000 sztuk.
  - Na srebrnej dwudziestozłotówce w kształcie prostokąta wyemitowanej 28 października 2010 w nakładzie 60 tys. sztuk w serii NBP „Malarze polscy”[24].
  - Na okolicznościowej monecie dwuzłotowej ze stopu nordic gold wyemitowanej na 150. rocznicę powstania styczniowego 16 stycznia 2013 w nakładzie 800 tysięcy sztuk. Wzór zaprojektowany przez Ewę Tyc-Karpińską oraz Roussankę Nowakowską zawiera fragment obrazu o nazwie „Pożegnanie powstańca” Artura Grottgera z dyptyku poświęconemu powstaniu styczniowemu[25][26].
- Poczta Polska upamiętniła Grottgera na kilku kartach pocztowych oraz znaczkach.
  - Z okazji 150 rocznicy urodzin Grottger upamiętniony został na pamiątkowej karcie pocztowej, okolicznościowej pieczęci oraz znaczku o wartości 15 zł, na którym reprodukowano karton „Pożoga” z cyklu „Wojna” z profilem artysty.
  - Poczta wydała również kilka kart oraz znaczków pocztowych z różnymi dziełami artysty.

## Grottger w kulturze
- Arturowi Grottgerowi swój wiersz pt. „Zaduszki” zadedykowała polska poetka oraz córka Wandy Młodnickiej – Maryla Wolska[27].
- Trylogię o Arturze Grottgerze „Muza Łaskawa”[28], „Rapsod powstańczy” oraz „Dobry geniusz”[29] w latach 70. opublikował polski powieściopisarz Ludwik Świeżawski. Wydał również inną powieść „Cień obok światła” poświęconą Grottgerowi[30].
- Cyklowi artysty pt. „Wojna” swój poemat Z teki Artura Grottgera: Wojna poświęciła polska pisarka Maria Konopnicka[31].

## Galeria prac
| Tytuł                                    | Rok       | Kolekcja                            | Ilustracja |
| ---------------------------------------- | --------- | ----------------------------------- | ---------- |
| Tatarzy w ucieczce                       | ok. 1855  |                                     |            |
| Utarczka ze Szwedami                     | ok. 1856  |                                     |            |
| Portret dziewczynki                      | 1860      |                                     |            |
| Ucieczka Henryka Walezego z Polski       | 1860      | Muzeum Narodowe w Warszawie         |            |
| Modlitwa konfederatów barskich           | 1860      |                                     |            |
| Pobór w nocy z cyklu Polonia             | 1863      | Muzeum Sztuk Pięknych w Budapeszcie |            |
| Kucie kos z cyklu Polonia                | 1863      | Muzeum Sztuk Pięknych w Budapeszcie |            |
| Schronisko z cyklu Polonia               | 1863      | Muzeum Sztuk Pięknych w Budapeszcie |            |
| Obrona dworu z cyklu Polonia             | 1863      | Muzeum Sztuk Pięknych w Budapeszcie |            |
| Żałobne wieści z cyklu Polonia           | 1863      | Muzeum Sztuk Pięknych w Budapeszcie |            |
| Portret Rozalii Matyldy Glaser           | 1864      | Muzeum Śląskie w Katowicach         |            |
| Na pobojowisku z cyklu Polonia           | 1866      | Muzeum Sztuk Pięknych w Budapeszcie |            |
| Obraz symboliczny Polski z cyklu Polonia | 1863      | Muzeum Sztuk Pięknych w Budapeszcie |            |
| Puszcza z cyklu Lithuania                | 1864      | Muzeum Narodowe w Krakowie          |            |
| Powitanie powstańca                      | 1865      | Muzeum Narodowe w Krakowie          |            |
| Przejście przez granicę                  | 1865      | Muzeum Narodowe w Krakowie          |            |
| Pożegnanie powstańca                     | 1865–1866 | Muzeum Narodowe w Krakowie          |            |